# Angle de fase

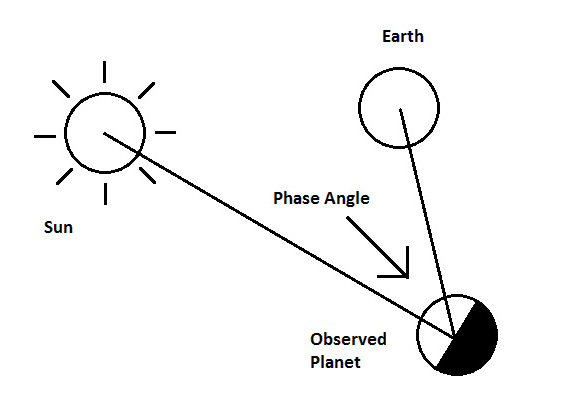
Diagrama de l'angle de fase

L'angle de fase, en astronomia, és l'angle entre el Sol i la Terra vist des del centre d'un planeta. Està relacionat amb la fase d'un planeta o porció del disc il·luminat tal com es veu des de la Terra. En les observacions astronòmiques es refereix normalment a l'angle Sol-objecte-observador.
Per a observacions fetes des de la Terra, Sol-objecte-Terra és pràcticament igual que Sol-objecte-observador, ja que la diferència depèn de la paral·laxi, que en el cas d'observacions de la Lluna potser fins a 1°, o dos diàmetres de la lluna plena.
L'angle de fase varia de 0° a 180°. El valor 0° correspon a la posició on l'il·luminador, l'objecte i l'observador són col·linials, amb l'il·luminador i l'obsercador en la mateixa cara de l'objecte. El valor de180° és quan l'objecte està entre l'il·luminador i l'observador, també conegut com a oposició astronòmica. Valors menors de 90° representen difusió d'ones; valors més grans de 90° representen deflecció per refracció.
Per a un planeta interior com Mercuri i Venus l'angle de fase adquirix qualsevol valor, essent 0 en la conjunció superior, 180 en la conjunció inferior. Per a un planeta exterior l'angle de fase està limitat per senet Fmax=1/r on r és la distància del planeta exterior al Sol en ua. Adquirix este valor màxim en les quadratures i val 0 en la conjunció i en l'oposició. Per exemple, Mart cobreix un angle de fase màxim d'uns 45°.

## Etimologia
Originàriament es tractava de l'angle format pel Sol, la lluna i un observador situat a la Terra. L'etimologia prové de les fases de la lluna, ja que la lluentor d'un objecte i la seva aparença com a fase és la funció de l'angle de fase. El desenvolupament de l'astronomia d'observació ha conduït a la generalització de la noció per acabar definint-la com l'angle format per una font lluminosa (en principi el Sol, però que podria ser qualsevol estrella), l'objecte il·luminat per aquesta font (que podria ser qualsevol cos del sistema solar) i l'instrument d'observació (que pot estar situat sobre la Terra o per exemple sobre una sonda espacial). D'aquesta manera la noció d'angle de fase ha esdevingut independent del Sol i la Terra